# Pomesanios
Los pomesanios era uno de los clanes prusios que se menciona en la crónica de Peter von Dusburg. Vivieron en Pomesania, una región histórica de la moderna Polonia, emplazada entre los ríos Nogat y Vistula al oeste y del Elbląg al este, localizada entre las ciudades de Elbląg y Malbork. Como clan prusiano más occidental, los pomesanios fueron los primeros en ser conquistados y sometidos por los caballeros teutónicos, una orden militar alemana que llegó a la tierra de Chełmno para convertir a los paganos al cristianismo. Tras la germanización y posterior asimilación, los pomesanios se extingueron como pueblo en algún momento del siglo XVII.

## Etimología
Según la mitología prusiana, el territorio posee el nombre de uno de los hijos del legendario caudillo prusio Widewuto, llamado Pomeso. Georg Gerullis determinó que su nombre deriva del prusiano antiguo pomedian, que significa franja del bosque. La palabra lituana pamedė, tiene el mismo significado según el lingüista Kazimieras Būga.

## Historia
El territorio estaba habitado por pueblos bálticos por lo menos desde el siglo IX y posiblemente antes. A finales del siglo XIII la población estimada estaba entre 16,000–20,000 personas. Los pomesanios junto con los pogesanios, hacían frecuentes incursiones en tierras de Masovia. En el año 1225  Conrado I de Mazovia solicitó a los caballeros teutónicos protección para su territorio. En 1230 los cruzados se asentaron en la tierra de Chełmno y se inicia la cruzada prusiana. En 1231 cruzaron Vistula y construyeron Toruń. El caudillo pomesanio Pepin asedió la ciudad sin éxito, fue capturado y torturado hasta la muerte. En 1233 los prusianos reúnen un gran ejército y son derrotados en la batalla del Sirgune. Durante los tres años siguientes, toda Pomesania fue conquistada formando parte del Estado Monástico de los Caballeros Teutónicos. La ciudad de Elbląg se fundó en 1237 por la Orden Teutónica cerca de la ciudad prusia de Truso, un importante centro comercial de la época.
In 1243, la Diócesis de Pomesania y otras tres grandes diócesis (Samland, Warmia, y Culm) se unificaron bajo la jurisdicción de la Archidiócesis de Riga por legado papal a Guillermo de Módena. La diócesis de Pomesania fue posteriormente traspasada a la jurisdicción del obispo de Bromberg (Bydgoszcz) (hasta 1821). Los pomesanios se unieron a otros clanes prusianos en el Primer Levantamiento Prusiano (1242–1249), pero fue el único clan que no se sumó al Gran Levantamiento Prusiano (1260–1274). Como territorio prusiano situado más al oeste, fue el más expuesto a la colonización alemana y su cultura, fueron asimilados y se extinguieron más rápidamente que el resto de clanes prusios.
La región se convirtió en provincia de Prusia Real tras la Segunda Paz de Thorn (1466), pero fue incorporado al Reino de Prusia durante la primera Partición de Polonia en 1772. Junto al resto de territorios prusios, formó parte del Imperio Alemán durante la unificación de Alemania en 1871. El Tratado de Versalles garantizó la mayor parte del territorio prusiano a la Segunda República Polaca como el corredor polaco en 1920, mientras Pomesania se mantuvo bajo poder de Alemania como exclave y provincia de Prusia Oriental. Al finalizar la Segunda Guerra Mundial en 1945, Pomesania regresó al poder de Polonia según el acuerdo de Potsdam. Actualmente el territorio se encuentra dividido entre el Voivodato de Varmia y Masuria y el Voivodato de Pomerania.